# Vulcan Centaur
Vulcan Centaur – dwustopniowa rakieta nośna stworzona i obsługiwana przez United Launch Alliance, która składa się z pierwszego stopnia Vulcan i drugiego stopnia Centaur. Rakieta ta zastąpiła dużo starsze rakiety Atlas V i Delta IV należące do United Launch Alliance. Vulcan Centaur został zaprojektowany głównie na potrzeby amerykańskiego programu National Security Space Launch, w ramach którego wystrzeliwane są sztuczne satelity, które są własnością amerykańskich agencji wywiadowczych i Departamentu Obrony, ale rakieta ma również być wykorzystywana do wystrzeliwania satelitów komercyjnych.
United Launch Alliance rozpoczęło prace nad rakietą Vulcan Centaur w 2014 roku, głównie po to, aby móc konkurować z rakietą Falcon 9 należącą do firmy SpaceX i by móc spełnić wymogi amerykańskiego Kongresu dotyczące zaprzestania używania rosyjskiego silnika rakietowego RD-180, który jest wykorzystywany w rakiecie Atlas V. Pierwszy lot rakiety Vulcan Centaur miał początkowo odbyć się w 2019 roku, ale był wielokrotnie opóźniany z powodu problemów związanych z silnikiem BE-4 i górnym stopniem Centaur. Vulcan Centaur wystartował po raz pierwszy 8 stycznia 2024 roku, wynosząc lądownik księżycowy Peregrine, który był pierwszą misją programu Commercial Lunar Payload Services organizowanym przez NASA.

## Budowa
Pierwszy stopień rakiety Vulcan Centaur jest podobnych rozmiarów co Common Booster Core, używany w rakietach z rodziny Delta, co pozwala United Launch Alliance na dalsze wykorzystanie sprzętu używanego przy produkcji rakiet.
Vulcan Centaur wykorzystuje dwa silniki BE-4 zbudowane przez amerykańską firmę Blue Origin, które są zasilane na mieszankę paliwową, wykorzystującą ciekły tlen i ciekły metan. Metan spala się czyściej niż nafta używana w rakiecie Atlas V, emitując znacznie mniej zanieczyszczeń, czyniąc dodatkowo silnik BE-4 bardziej zdatnym do ponownego wykorzystania.
Drugi stopień rakiety Vulcan Centaur to Centaur V, który jest większą i ulepszoną wersją Centaura III, wykorzystywanego w rakietach Atlas. Napędzany jest on dwoma silnikami RL10 zbudowanymi przez Aerojet Rocketdyne, które są zasilane na mieszankę paliwową wykorzystującą ciekły wodór i ciekły tlen. Pierwszy stopień może zostać rozszerzony przez maksymalnie sześć boosterów rakietowych GEM 63XL, skonstruowanych przez Northrop Grumman.
Vulcan Centaur został zaprojektowany, aby móc spełnić wymagania programu National Security Space Launch i został zaprojektowany w celu uzyskania amerykańskiego certyfikatu human-rating, aby móc umożliwić w przyszłości wynoszenie załogowych statków kosmicznych takich jak Boeing Starliner lub Dream Chaser.

## Historia

### Początek
United Launch Alliance zdecydowało się opracować rakietę Vulcan Centaur w 2014 roku z dwóch głównych powodów. Po pierwsze, komercyjni klienci zaczęli korzystać z tańszej rakiety nośnej wielokrotnego użytku; Falcon 9 należącej do firmy SpaceX, przez co United Launch Alliance stawała się coraz bardziej zależna od kontraktów z amerykańskimi agencjami wojskowymi i wywiadowczymi. Po drugie, aneksja Krymu przez Rosję w 2014 roku zwiększyła niepokój amerykańskiego Kongresu związany z poleganiem Pentagonu na rakiecie Atlas V, która wykorzystywała rosyjski silnik RD-180. W 2016 roku Kongres przyjął ustawę zakazującą wojsku zamawiania usług wynoszenia na orbitę rakiet opartych na silniku RD-180 po 2022 roku.
We wrześniu 2014 roku United Launch Alliance ogłosiło, że wybrano silnik BE-4 od Blue Origin, zasilany na mieszankę paliwową ciekłego tlenu i ciekłego metanu, który zastąpi RD-180 w nowym pierwszym stopniu rakiety. Prace nad silnikiem trwały już trzeci rok, a United Launch Alliance poinformowała, że nowy stopień wraz z silnikiem BE-4 zaczną latać już w 2019 roku. W październiku 2014 roku United Launch Alliance dokonała restrukturyzacji w celu redukcji kosztów. Firma zapowiedziała, że następca rakiety Atlas V będzie połączeniem istniejących rakiet Atlas V i Delta IV.

### Pierwsze zapowiedzi
W 2015 roku United Launch Alliance ogłosiło po raz pierwszy rakietę Vulcan Centaur przy której wprowadzeniu zaproponowano stopniowe zastępowanie nią istniejących rakiet firmy. Wdrożenie Vulcana Centaur miało rozpocząć się od stworzenia nowego pierwszego stopnia, którego średnica i proces produkcyjny miałaby zostać wzorowany na tym wdrożonym przy rakiecie Delta IV. Drugim stopniem miał być istniejący Centaur III, który był używany już w rakiecie Atlas V. United Launch Alliance ujawniła również koncepcję ponownego wykorzystania silników rakietowych w rakiecie Vulcan Centaur, które miałyby zostać odłączone od głównego zbiornika paliwa jako oddzielny moduł, po czym ów moduł ponownie wszedłby w ziemską atmosferę, by później rozłożyć spadochron i zostać złapanym przez helikopter.

### Rozwój, produkcja i testowanie
We wrześniu 2015 roku ogłoszono, że produkcja silników rakietowych BE-4 zostanie rozszerzona, a w styczniu następnego roku United Launch Alliance projektowała już dwie wersje pierwszego stopnia rakiety Vulcan; wersję z silnikami BE-4, która powstała aby wspierać wykorzystanie mniej gęstego paliwa metanowego. Pod koniec 2017 roku drugi stopień został zmieniony na Centaur V, a rakieta nośna otrzymała nazwę Vulcan Centaur. W maju 2018 roku United Launch Alliance ogłosiło wybór silnika RL10 firmy Aerojet Rocketdyne dla górnego stopnia rakiety Vulcan Centaur, a we wrześniu United Launch Alliance ogłosiło oficjalnie, że silnikiem pierwszego stopnia rakiety Vulcan Centaur zostanie silnik BE-4, produkowany przez Blue Origin. W październiku Siły Powietrzne Stanów Zjednoczonych ogłosiło nowe wymagania dotyczące programu National Security Space Launch, opóźniając początkowe uruchomienie Vulcana do kwietnia 2021 roku, po wcześniejszym przesunięciu do 2020 roku.
W sierpniu 2019 roku części mobilnej platformy wyrzutni przeznaczonej dla rakiety Vulcan Centaur zostały przetransportowane do Spaceflight Processing Operations Center w pobliżu SLC-40 i SLC-41 na Przylądku Canaveral na Florydzie. W lutym 2021 roku United Launch Alliance przetransportowała pierwszy stopień rakiety nośnej Vulcan Centaur na Florydę w celu przeprowadzenia testów przed pierwszym lotem rakiety Vulcan Centaur.
W sierpniu 2019 roku United Launch Alliance ogłosiło, że Vulcan Centaur odbędzie swój pierwszy lot na początku 2021 roku, wynosząc lądownik Peregrine należący do firmy Astrobotic Technology. W grudniu 2020 roku start został opóźniony do 2022 roku z powodu problemów technicznych z silnikiem BE-4. W czerwcu 2021 roku Astrobotic poinformowało, że lądownik Peregrine nie będzie gotowy na czas z powodu pandemii COVID-19. Misja została ponownie opóźniona, przesuwając pierwszy lot Vulcana Centaur na 2023 rok. W marcu 2023 roku drugi stopień rakiety Vulcan Centaur, Centaur V uległ awarii podczas testu, a United Launch Alliance była zmuszona zbudować nowy stopień Centaur, który byłby przeznaczony na pierwszy lot rakiety Vulcan Centaur. W październiku 2023 roku United Launch Alliance ogłosiło, że zamierza wystrzelić rakietę Vulcan Centaur do końca roku.

### Loty certyfikacyjne

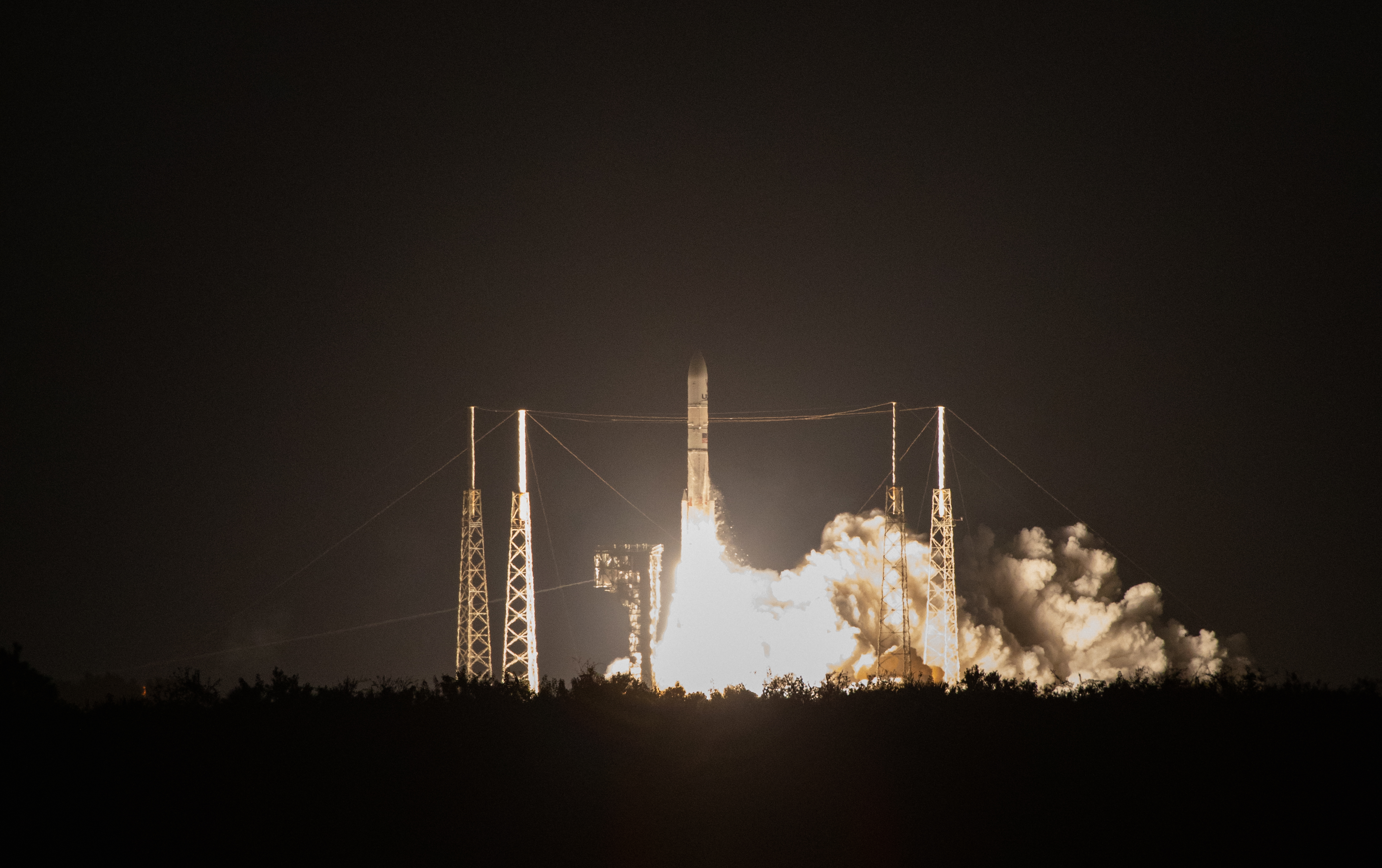
Start rakiety Vulcan Centaur wraz z lądownikiem księżycowym Peregrine, 8 stycznia 2024 roku

8 stycznia 2024 roku rakieta Vulcan Centaur wystartowała po raz pierwszy wykorzystując konfigurację dwóch boosterów rakietowych. W ramach lotu Vulcan Centaur pomyślnie umieścił lądownik Peregrine na trajektorię prowadzącą na Księżyc. Po 1 godzinie i 18 minutach lotu, stopień Centaur został uruchomiony po raz trzeci, umieszczając lądownik na orbicie heliocentrycznej. Awaria systemu napędowego lądownika Peregrine, która wystąpiła krótko po oddzieleniu się od rakiety Vulcan Centaur uniemożliwiła jego lądowanie na powierzchni Księżyca, Astrobotic Technology stwierdziło, że rakieta Vulcan Centaur działała prawidłowo bez żadnych problemów.
14 sierpnia 2019 roku United Launch Alliance wygrało konkurs po którym ogłoszono, że drugi lot certyfikacyjny rakiety Vulcan Centaur będzie nosił nazwę SNC Demo-1, który będzie pierwszym z siedmiu bezzałogowych lotów wahadłowca Dream Chaser w ramach programu Commercial Resupply Services finansowanego przez NASA. Start misji SNC Demo-1 miał odbyć się nie wcześniej niż w kwietniu 2024 roku.
Po drugiej misji certyfikacyjnej rakieta Vulcan Centaur zostanie oficjalnie zakwalifikowana do użytku w amerykańskich misjach wojskowych. Od sierpnia 2020 roku rakieta Vulcan Centaur będzie wystrzeliwać przyznane przez United Launch Alliance 60% wszystkich ładunków przypisanych do programu National Security Space Launch, realizowanych w latach 2022-2027. Niestety pojawiły się opóźnienia, a start USSF-51 przez Siły Kosmiczne Stanów Zjednoczonych pod koniec 2022 roku miało być pierwszą utajnioną misją związaną z amerykańskim bezpieczeństwem narodowym, ale w maju 2021 roku ładunek został przeniesiony do Atlasa V. W międzyczasie przeniesiono także lot pierwszego ładunku należącego do Kuiper Systems na rakietę Atlas V.
Po pierwszym starcie rakiety Vulcan Centaur w styczniu 2024 roku opóźnienia w rozwoju wahadłowca Dream Chaser skłoniły United Launch Alliance do rozważenia zastąpienia go symulatorem masy, aby Vulcan Centaur mógł przejść certyfikację wymaganą przez kontrakt. Bloomberg News poinformował w maju 2024 roku, że United Launch Alliance otrzymuje kary finansowe z powodu nasilających się opóźnień. W czerwcu 2024 roku Tory Bruno ogłosił, że Vulcan Centaur wykona swój drugi lot certyfikacyjny we wrześniu z symulatorem masy oraz kilkoma eksperymentami.
Vulcan Centaur wykonał swój drugi lot certyfikacyjny 4 października 2024 roku o godzinie 11:25 UTC. Po około 37 sekundach od startu odpadła dysza należąca do jednego z boosterów rakiety, mimo to ów booster działał nadal, wykonując pełne 90-sekundowe spalanie, anomalia doprowadziła do zmniejszonego, asymetrycznego ciągu, powodując lekkie przechylenie rakiety Vulcan Centaur, zanim główne silniki rakiety mogły ją skutecznie skorygować, wydłużając jednocześnie spalanie pierwszego stopnia rakiety o około 20 sekund. Pomimo anomalii, rakieta osiągnęła idealną trajektorię pozwalającą dolecieć symulatorowi masy na orbitę. W komunikacie prasowym, Siły Kosmiczne Stanów Zjednoczonych nazwały lot testowy znaczącym osiągnięciem dla United Launch Alliance.

## Wykaz lotów

### 2024
| Numer lotu | Data | Konfiguracja rakiety | Miejsce startu         | Ładunek                        | Masa ładunku | Orbita          | Klient                 | Wynik  |
| ---------- | --- | -------------------- | ---------------------- | ------------------------------ | ------------ | --------------- | ---------------------- | ------ |
| 1          | 8 stycznia 2024 roku | Vulcan Centaur VC2S  | Cape Canaveral, SLC-41 | Peregrine                      | 1283 kg      | TLI             | Astrobotic Technology  | Sukces |
| 1          | 8 stycznia 2024 roku | Vulcan Centaur VC2S  | Cape Canaveral, SLC-41 | Enterprise (kosmiczny pogrzeb) | 1283 kg      | Heliocentryczna | Celestis               | Sukces |
| 1          | Pierwszy lot rakiety Vulcan Centaur, a także jego pierwsza misja certyfikacyjna. Ładunek firmy Celestis zademonstrował możliwość ponownego uruchomienia silnika górnego stopnia rakiety; Centaur, udowadniając możliwość dostarczenia przez rakietę kilka ładunków na różne orbity. Lądownik Peregrine uległ awarii podczas lotu na Księżyc, co uniemożliwiło jego próbę lądowania z przyczyn niezwiązanych z rakietą nośną. |                      |                        |                                |              |                 |                        |        |
| 2          | 4 października 2024 roku | Vulcan Centaur VC2S  | Cape Canaveral, SLC-41 | Symulator masy                 | 1500 kg      | Heliocentryczna | United Launch Alliance | Sukces |
| 2          | Druga misja certyfikacyjna rakiety Vulcan Centaur. Pierwotnie planowano wystartować z wahadłowcem Dream Chaser, jednak z powodu opóźnień nad jego rozwojem, United Launch Alliance przeprowadziło lot z symulatorem masy zawierającym eksperymenty naukowe. Po około 37 sekundach od startu odpadła dysza należąca do jednego z boosterów rakiety, mimo to ów booster działał nadal, wykonując pełne 90-sekundowe spalanie, anomalia doprowadziła do zmniejszonego, asymetrycznego ciągu, powodując lekkie przechylenie rakiety Vulcan Centaur, zanim główne silniki rakiety mogły ją skutecznie skorygować, wydłużając jednocześnie spalanie pierwszego stopnia rakiety o około 20 sekund. Pomimo anomalii, Vulcan Centaur osiągnęł idealną trajektorię, która pozwoliła dolecieć symulatorowi masy na wyznaczoną orbitę |                      |                        |                                |              |                 |                        |        |